# Thomas William Allies
Thomas William Allies, född 12 februari 1813 i Midsomer Norton i Somerset, död 17 juni 1903 i London, var en brittisk teolog och historiker.
Allies övergick till romersk-katolska kyrkan 1850. Han utgav bland annat The Church of England (1846), The formation of Christendom (1861–1895), A life's decision (1880, andra upplagan 1894).